# Denis Marconato
Denis Marconato (Treviso, 29 de juliol de 1975), és un exjugador de bàsquet italià. Jugava de pivot, Amb una alçada de 2,11 metres i 117 kg, destacant per la seva faceta defensiva i la seva gran capacitat rebotejadora.

## Carrera esportiva
És internacional amb la selecció de bàsquet italiana. Ha desenvolupat la major part de la seva carrera en el Bennetton de Treviso, excepte en la temporada 1995-1996 quan va jugar cedit al Pàdova de la segona divisió italiana. El juliol de 2005 va fitxar pel FC Barcelona, club en el qual va militar durant 3 anys. Les seves estadístiques a l'ACB en 4 temporades són 6,2 punts, 4,3 rebots, 0,8 assistències per un total de 8,0 de valoració en 20 minuts per partit en 160 partits jugats.
L'any 2009 va tornar a Italia, on va jugar en diversos clubs fins a la seva retirada al final de la temporada 2014-2015, al Dinamo Sassari de la capital sarda.

## Clubs
- Benetton Treviso (Itàlia): 1992-1995.
- Padova (Itàlia): 1995-1996.
- Benetton Treviso (Itàlia): 1996-2005.
- FC Barcelona (Catalunya): 2005-2008.
- Bruesa (Gipuzkoa Basket): 2008 - 2009
- Armani Jeans Milán (Itàlia): 2009
- Montepaschi Siena (Itàlia): 2009- 2011
- Pallacanestro Cantù (Itàlia): 2011-

## Palmarès

### Títols internacionals de Selecció
- 1 Medalla de Plata en els Jocs Olímpics d'Atenes 2004, amb la selecció nacional de bàsquet italiana.
- 1 Medalla d'Or en l'Eurobasket: 1999, amb la selecció nacional de bàsquet italiana.
- 1 Medalla de Plata en l'Eurobasket: 1997, amb la selecció nacional de bàsquet italiana.
- 1 Medalla de Bronze en l'Eurobasket: 2003, amb la selecció nacional de bàsquet italiana.

### Títols internacionals de Club
- 1 vegada subcampió de l'Eurolliga: 2002-2003, amb el Benetton Treviso.

### Títols nacionals de Club
- 3 Lligues italianes, amb el Benetton Treviso.
- 4 Copes d'Itàlia, amb el Benetton Treviso.
- 3 Supercopes d'Itàlia, amb el Benetton Treviso.
- 1 Copa del Rei: 2006-07 (amb el FC Barcelona).

### Consideracions personals
- Va participar en la Lliga d'Estiu dels Washington Wizards en el 2003.